# Liochthonius galba
Liochthonius galba är en kvalsterart som beskrevs av Chinone 1978. Liochthonius galba ingår i släktet Liochthonius och familjen Brachychthoniidae. Inga underarter finns listade i Catalogue of Life.